# Saint-Martial-d'Albarède
Saint-Martial-d'Albarède è un comune francese di 482 abitanti situato nel dipartimento della Dordogna nella regione della Nuova Aquitania.

## Società

### Evoluzione demografica
Abitanti censiti